# Schönenberg (Bade-Wurtemberg)
Pour les articles homonymes, voir Schönenberg.
Schönenberg est une commune allemande en Bade-Wurtemberg, située dans le district de Fribourg-en-Brisgau.